# German Mgaloblišvili
German Andrejevič Mgaloblišvili (gruzínsky: გერმან მგალობლიშვილი, 1884 - 1937) byl gruzínský politik a příslušník bolševické strany. Od 22. září 1931 do června 1937 působil v čele gruzínské vlády jako Předseda Rady lidových komisařů. Podobně jako mnoho dalších gruzínských politiků té doby skončil i Mgaloblišvili během stalinských čistek na popravišti.